# Décès en 1023
Décès
- 1019
- 1020
- 1021
- 1022
- 1023
- 1024
- 1025
- 1026
- 1027

Cette page dresse une liste de personnalités mortes au cours de l'année 1023 :
- 5 février : Sitt al-Mulk, princesse fatimide.
- 28 mai : Wulfstan, évêque de Londres, évêque de Worcester puis archevêque d'York.
- 24 octobre : Kou Zhun (en), premier ministre de Chine.
- 29 octobre : Stefano Minicillo (it), évêque italien.

- Ælfmaer (en), évêque de Sherborne.
- Ælfwine d'Elmham (en), évêque d'Elmham.
- Abû Hayyân al-Tawhîdî, philosophe et essayiste musulman.
- Al-Tawhidi, écrivain et encyclopédiste arabe, auteur de La délectation et des Entretiens.
- Bodon de Nevers, comte de Vendôme.
- Cynfyn ap Gwerstan, noble gallois.
- Gebhard I, évêque de Ratisbonne.
- Gero (en), archevêque de Magdebourg.
- Godefroid Ier de Basse-Lotharingie, ou Godefroy de Verdun, duc de Basse-Lotharingie.
- Hartwig (en), archevêque de Salbourg.
- Hildebert II, bénédictin normand, quatrième abbé du Mont Saint-Michel.
- Hugues Ier de Châteaudun, vicomte de Châteaudun puis archevêque de Tours.
- Llywelyn ap Seisyll, roi de Gwynedd et de Deheubarth.
- Louis de Basse-Lotharingie[1],[2], est un membre de la dynastie carolingienne, prétendant au trône de Francie occidentale.
- Oda von Haldensleben, deuxième épouse de Mieszko Ier.
- Tadg mac Briain, co-roi de Munster.

## Crédit d'auteurs
- Cet article est partiellement ou en totalité issu de l'article intitulé « 1023 » (voir la liste des auteurs).